# Heidreksgåtorna
Heidreksgåtorna (Heiðreksgátur) är en samling gåtor på vers som har bevarats inom ramen för Hervarar saga. De är unika eftersom de är de enda fornnordiska gåtor som finns kvar. Gåtornas antal varierar i de olika handskrifterna. Det största antalet, 37 stycken, har funnits i Hauksbók (AM 544 4°), där det nu finns en lakun (lucka i texten), men två pappersavskrifter som gjordes innan luckan uppstod har bevarats, AM 281 4° och AM 597b 4°. Endast sex av Heidreksgåtorna är folkgåtor av samma slag som finns i nutida nordisk tradition. Gåtornas versmått är ljóðaháttr och fornyrðislag. Gåtsvaren meddelas i handskrifterna på prosa. I några avskrifter från 1600-talet har dock även dessa blivit satta på vers.

## Ramberättelsen
Gåtorna är i sagan infogade i en ramberättelse som förklarar deras tillkomst:
Reidgoternas konung Heidrek den vise – son till Hervararsagans hjältinna Hervör Angantyrsdotter – har låtit kungöra att dömda brottslingar skall återfå friheten om de kan framlägga en gåta som han inte själv lyckas lösa. En storman vid namn Gestumblinde, som blivit kallad till hovet för att stå till svars för svåra brott, vill pröva denna utväg för att rädda livet men betvivlar sin förmåga att överlista Heidrek. Han blotar då till visdomsguden Oden för att få hjälp. Samma natt får han besök av en man som har samma namn som han själv och som liknar honom i allt. De båda byter kläder med varandra, varpå dubbelgångaren far till kung Heidrek. Men i stället för att framföra endast en olöslig halslösningsgåta bombarderar dubbelgångaren kungen med gåtor. Kungen löser dem alla med lätthet – utom den sista som egentligen inte är någon gåta utan en olöslig mytologisk kunskapsfråga: ”Vad viskade Oden i örat på Balder innan han lades på bålet?” Med denna fråga vann Oden kunskapsduellen i Vafþrúðnismál, och då han nu framför den på nytt avslöjar han sin rätta identitet.
Heidrek blir mycket upprörd över detta fusk. ”Vidunder och käringsvek och allsköns feghet”, ropar han. ”Icke vet någon dessa dina ord utom du ensam, du ondskefulla och usla väsen!” Så hugger han med svärdet Tyrfing efter Gestumblinde, som förvandlar sig till falk och flyger ut genom takgluggen. Dock får han stjärtfjädrarna stubbade av hugget. Samma natt blir Heidrek mördad av sina trälar. Det är dock möjligt att han i en ursprungligare version av sagan har fallit på sitt svärd och dött – liksom konung Geirröd gjorde i Grímnismál – då ju Tyrfing bar den förbannelsen att det måste kräva ett liv var gång det var draget.

## Gåtorna
Enligt sagan improviserar Gestumblinde gåtorna inför kungen. Som gåtämnen väljer han vad han själv har sett under sin färd samt på kungsgården och i kungens hall. Ett fåtal gåtor tycks avvika från detta mönster, men vi vet inte hur den ursprungliga samlingen har sett ut. Några gåtor har säkert tillkommit genom interpolation.
Den första gåtan är en förtäckt begäran att få något att dricka:
| Hava jag vill vad jag hade i går. Vet du väl vad det var? Mäns förlamare, ordens hämmare men ordens upphov även. | Hafa vildak þats hafðak í gær, vittu hvat þat var : lýða lemill, orða tefill, ok orða upphefill. |  |

”Giv honom öl”, säger kungen. ”Det lamslår mången mans vett. En del blir målföra av det, men på andra tystnar tungan.”
Så börjar Gestumblinde berätta om sin färd.
| Hemifrån hastande, hit jag färdats och vart varse vägar på vägen: väg var under och väg var över och väg åt vindhållen alla. | Heiman fórk, heiman fǫr gerðak, sák á veg vega, vegr var undir ok vegr yfir ok vegr á alla vega. |  |

Kungen svarar att han måste ha ridit över en bro. Under honom var fiskens väg, och över honom löpte fåglarnas vägar åt alla håll.
Av alla de gåtor, som Gestumblinde presenterar, finns det bara en som kan sägas vara internationell.
| Fyra hänga, fyra gånga, två visar vägen, två är värn mot hundar, en slänger efterst, oftast lortig. | Fjórir hanga, fjórir ganga, tveir veg vísa, tveir hundum varða, einn eptir drallar ok jafnan heldr saurugr. |  |

Det är förstås en ko. Den har fyra fötter och fyra spenar, två ögon och två horn samt en smutsig svans. Gåtan har upptecknats på många håll i både Europa och Asien. 
Flera gåtor är skapade på liknande sätt genom sammanställningar av tal. En gåta lyder: Vilka är de två som har tio fötter, tre ögon och en svans? Heidrek har ingen svårighet att lösa den gåtan: Det är Oden som rider på Sleipner. Följande gåta bör ha varit svårare:
| Det har tio tungor och tjugo ögon och fyrtio fötter, och det färdas med larm. | tíu hefr tungur, tuttugu augu, fjóra tøgu fóta, framm líðr sú vættr. |  |

Heidrek svarar att Gestumblinde på kungsgården måste ha sett en dräktig sugga med nio ofödda smågrisar. Här rör det sig alltså om ett mellanting mellan gåta och divination. Heidrek lät i alla fall slakta suggan, och i henne fanns nio smågrisar  ”precis som Gestumblinde hade sagt”.
En osannolik – för att inte säga konstruerad – händelse kunde också bli till en gåta.
| Näsgåsen fordom nog vuxit, barnkär bar hon botimmer samman: halmbitarklingan höljde henne och dryckens dånande dös låg överst. | Næsta var forðum nǫsgás vaxin barngjǫrn sús bar bútimbr saman, hlífðu henni hálms bitskálmir, þó lá drykkjar drynhraun yfir. |  |

”Halmbitarklingan” är här kenning för en kos malande tänder och ”dryckens dånande dös” (drynhraun drykkjar) är ”det dösformade valv där drycken går ner och från vilket nötets dånande råmande skallar.” ”Där hade en anka byggt sitt bo mellan käkbenen på ett gammalt kokranium, och över låg själva skallen,” svarar Heidrek.

### Gåtämnena
Det är egentligen anmärkningsvärt att inte något av gåtornas ämnesval röjer påverkan från världen utanför Island och Skandinavien. Varken kristen tro eller någon bibelberättelse har lämnat material till gåtorna. Några få gåtor har mytologiska svar. Förutom den ovan nämnda ”Oden på Sleipner” finns fyra gåtor med svaret ”Ägirs döttrar”, det vill säga ”havsvågorna”. Ytterligare ett par gåtor kräver mytologisk allmänbildning. En som har svaret ”solen” blir till exempel lättare att lösa om man vet att sol och måne jagas av två ulvar, Sköll och Hate. 
Framför allt är det naturen som har inspirerat gåtorna. Bland gåtsvaren finns växter och djur, men också företeelser och ting som kan ha funnits på en nordisk bondgård för tusen år sedan. Att även en guldsmedshammare samt olika sorters brädspel finns med bland svaren antyder kanske att gården har varit av det burgnare slaget. Många av gåtorna har säkert varit kända över hela Norden. Kanske sattes de på vers på Island, och det är rimligt att några är rent isländska. Det gäller exempelvis den som har svaret korpflinta (hrafntinna), men troligen är också följande gåta isländsk:
| Vad heta de hustrur på höga fjället som föröka sig viv med viv? Den ena med den andra en ättling avlar och täckning tarva de ej! | Hverjar ro rygjar á reginfjalli, elr við kván kona, mǫg við meyju mær of getr, eigut þær varðir vera. |  |

”Det är två angelikor, som står tillsammans, och en ung stängel spirar upp emellan dem”, svarar Heidrek.
Kvanne (Angelica archangelica; norrönt hvǫnn) växer på många platser, men som medicinalväxt har isländsk kvanne, som under medeltiden var en exportvara, länge haft rykte om sig att vara bäst. Som framgår av Landnámabók har kvanne också givit namn åt åtskilliga platser på Island, t.ex. Hvanná, Hvanneyri, Hvanndalir, med flera.

### Gåtornas utformning
De flesta gåtor innehåller formelartade upprepningar. Nio gåtor har en stävliknande inledning: ”Vad under är det,/ jag ute såg/ en dag vid Dellings dörrar?” I Hauksbók, som är rikast på dialog, får dessa upprepningar kung Heidrek att utbrista: ”Men kan du inte säga en gåta utan att ständigt börja på samma sätt?” 
Gåtornas avslutning är också en formel: 
Heiðrekr konungr, 
hygg þú at gátu.
”Begrunda den gåtan, Heidrek konung.” Lika formelartat inleder Heidrek själv sina svar:
| God är gåtan din, Gestumblinde! Gissa gör jag den så: | Góð er gáta þín, Gestumblindi, getit er þeirar: |  |

Själva gåtsvaren är dock på prosa.

## Handskrifterna
Hervarar saga ok Heiðreks har bevarats i ett stort antal handskrifter,  vilka går tillbaka på tre versioner som brukar betecknas H, R och U. H står för AM 544 4° (Hauksbók), R för GkS 2845 4° och U betecknar Uppsala R 715. För Heidreksgåtornas vidkommande är det framför allt H och R som är av intresse. I båda dessa huvudhandskrifter finns lakuner, vilka kunnat utfyllas med hjälp av avskrifter gjorda innan luckorna uppstod. I H-versionen har 37 gåtor bevarats, i R endast 30. Gåtorna är i samtliga handskrifter likalydande, även om små avvikelser förekommer. Gåtornas ordningsföljd varierar dock mellan H och R. Båda versionerna börjar med samma fyra gåtor och slutar med samma två, men i R är gåtorna grupperade efter ämne, medan H ställer samman dem efter hur de inleds. Alla de nio gåtor som börjar med formeln Hvat's þat undra står alltså i H på rad efter varandra.
Finnur Jónsson, som gjorde den första grundliga genomgången av materialet, trodde att dispositionen i R var den ursprungligaste. Han trodde också att ungefär hälften av gåtorna var interpolationer, det vill säga senare tillägg gjorda av olika skrivare. Eftersom han utgick från att gåtorna i ursprungsversionen hade haft samma versmått, ljóðaháttr, uteslöt han samtliga gåtor på fornyrðislag. Han plockade även bort alla gåtor i H som inte finns i R samt alla ”dubbletter”, det vill säga fall där två eller flera gåtor har samma svar. Han fick då kvar 18 gåtor, som han trodde hade varit de ursprungliga. Detta antal gick också i linje med uppfattningen att 18 var Odens speciella tal; 18 frågor ställer Oden i Vafþrúðnismál, 18 trollsånger säger han sig kunna i Hávamál (Ljóðatal) och 18 frågor ställs till Fjölsvinn i Fjölsvinnsmál. Det vore då naturligt om Gestumblinde/Oden skulle ställa 18 gåtor till Heidrek.
Finnur Jónssons metod har dock av senare forskare beskyllts för godtycklighet. Förmodligen har redan den första versionen av Heidreksgåtorna varit en kompilation, eftersom dess upphovsman knappast hittade på alla gåtor själv. Om han byggde sin berättelse på gåtstrofer som han själv hade hört, kan man inte säga något om gåtornas versmått. Inte heller kan man i efterhand sluta sig till att alla gåtor i samlingen måste ha haft olika svar. Alla gåtor är formulerade på helt olika sätt även om svaren i några fall är desamma.
Vi vet inte hur många gåtorna har varit från början. Från Färöarna har bevarats delar av en rimacykel, Gáturíma, med innehållet hämtat från Heidreksgåtorna. Där sägs det i åttonde strofen att gåtorna skulle vara 30 till antalet. Men, med några få undantag, motsvarar de färöiska gåtorna inte de isländska.